# Johnny Thomson
John Ashley Thomson, detto Johnny (Lowell, 9 aprile 1922 – Allentown, 24 settembre 1960), è stato un pilota automobilistico statunitense, deceduto in seguito ad un incidente di gara nel 1960.
Tra il 1950 e il 1960 la 500 Miglia faceva parte del Campionato mondiale di Formula 1, e per questo motivo Thomson ha all'attivo anche 8 Gran Premi,  una pole position ed un terzo posto in F1.

## Risultati in Formula 1
| 1953 | Scuderia           | Vettura |  |     |  |  |  |  |  |  |  |  |  | Punti | Pos. |
| ---- | ------------------ | ------- |  | --- |  |  |  |  |  |  |  |  |  | ----- | ---- |
| 1953 | Dr. R. N. Sabourin | Del Roy |  | Rit |  |  |  |  |  |  |  |  |  | 0     |      |

| 1954 | Scuderia     | Vettura |  |     |  |  |  |  |  |  |  |  |  | Punti | Pos. |
| ---- | ------------ | ------- |  | --- |  |  |  |  |  |  |  |  |  | ----- | ---- |
| 1954 | H.A. Chapman | Nichels |  | Rit |  |  |  |  |  |  |  |  |  | 0     |      |

| 1955 | Scuderia             | Vettura             |  |  |   |  |  |  |  |  |  |  |  | Punti | Pos. |
| ---- | -------------------- | ------------------- |  |  | - |  |  |  |  |  |  |  |  | ----- | ---- |
| 1955 | Peter Schmidt racing | Kuzma Indy Roadster |  |  | 4 |  |  |  |  |  |  |  |  | 3     | 13º  |

| 1956 | Scuderia             | Vettura             |  |  |     |  |  |  |  |  |  |  |  | Punti | Pos. |
| ---- | -------------------- | ------------------- |  |  | --- |  |  |  |  |  |  |  |  | ----- | ---- |
| 1956 | Peter Schmidt racing | Kuzma Indy Roadster |  |  | Rit |  |  |  |  |  |  |  |  | 0     |      |

| 1957 | Scuderia              | Vettura             |  |  |    |  |  |  |  |  |  |  |  | Punti | Pos. |
| ---- | --------------------- | ------------------- |  |  | -- |  |  |  |  |  |  |  |  | ----- | ---- |
| 1957 | D-A Lubricants Racing | Kuzma Indy Roadster |  |  | 12 |  |  |  |  |  |  |  |  | 0     |      |

| 1958 | Scuderia              | Vettura      |  |  |  |     |  |  |  |  |  |  |  | Punti | Pos. |
| ---- | --------------------- | ------------ |  |  |  | --- |  |  |  |  |  |  |  | ----- | ---- |
| 1958 | D-A Lubricants Racing | Kurtis Kraft |  |  |  | Rit |  |  |  |  |  |  |  | 0     |      |

| 1959 | Scuderia          | Vettura  |  |   |  |  |  |  |  |  |  |  |  | Punti | Pos. |
| ---- | ----------------- | -------- |  | - |  |  |  |  |  |  |  |  |  | ----- | ---- |
| 1959 | Racing Associates | Lesovsky |  | 3 |  |  |  |  |  |  |  |  |  | 5     | 12º  |

| 1960 | Scuderia          | Vettura  |  |  |   |  |  |  |  |  |  |  |  | Punti | Pos. |
| ---- | ----------------- | -------- |  |  | - |  |  |  |  |  |  |  |  | ----- | ---- |
| 1960 | Racing Associates | Lesovsky |  |  | 5 |  |  |  |  |  |  |  |  | 2     | 23º  |

| Legenda | 1º posto     | 2º posto | 3º posto    | A punti         | Senza punti/Non class.  | Grassetto – Pole position Corsivo – Giro più veloce |
| Legenda | Squalificato | Ritirato | Non partito | Non qualificato | Solo prove/Terzo pilota | Grassetto – Pole position Corsivo – Giro più veloce |